# ماريا هولست
ماريا هولست (بالألمانية: Maria Holst)‏ (و. 1917 – 1980 م) هي ممثلة مسرحية، وممثلة أفلام نمساوية، ولدت في فيينا، توفيت في سالزبورغ، عن عمر يناهز 63 عاماً.

## وصلات خارجية
- ماريا هولست على موقع IMDb (الإنجليزية)
- ماريا هولست على موقع مونزينجر (الألمانية)
- ماريا هولست على موقع ألو سيني (الفرنسية)
- ماريا هولست على موقع أول موفي (الإنجليزية)
- ماريا هولست على موقع قاعدة بيانات الأفلام السويدية (السويدية)
- ماريا هولست على موقع قاعدة بيانات الفيلم (الإنجليزية)
- ماريا هولست على موقع كينوبويسك (الروسية)